# سهره مورچه‌گیر جیمسون
سهره مورچه‌گیر جیمسون (نام علمی: Parmoptila jamesoni) یک گونه پرنده آوازخوان است که در آفریقای مرکزی یافت می‌شود. مانند همهٔ مورچه‌گیرها، به‌طور آزمایشی در تیرهٔ سهرگان ریز(Estrildidae) جای می‌گیرد. به‌طور سنتی به عنوان یک زیرگونه از P. rubrifrons (سهره مورچه‌گیر پیشانی‌سرخ) در نظر گرفته می‌شود و گاهی از نام رایج مورچه‌گیر جیمسون برای هر دو گونه استفاده می‌شود. اما امروزه، آنها اغلب گونه‌های متمایز در نظر گرفته می‌شوند.